# Дингизян, Изабель
Изабель Дингизян (швед. Esabelle Dingizian; арм. Իզապէլ Տինկիզեան; род. 16 сентября 1962 года, Багдад) ― шведский политик, деятель Партии зелёных. Депутат Риксдага с 2006 года, третий заместитель спикера Риксдага с 2014 по 2018 год.
Изабель Дингизян родилась 16 сентября 1962 года в городе Багдад, Ирак, в армянской семье. Её бабушка пережила геноцид армян в Османской империи, бежав в Ирак. Семья Изабель переехала в Швецию в 1965 году, где её отец нашёл себе работу. Свои ранние года она провела в Мальмё.
Изабель Дингизян занялась политикой в конце 1990-х годов. В 1998 году она была избрана членом Совета муниципалитета Ботчюрка. В 2006 году она была избрана депутатом Риксдага в качестве представителя от Совета округа Стокгольма. Дингизян стала членом парламентского комитета по культуре. Она также работала в составе Комитета по рынку труда и Комитета по образованию. В 2014 году Дингизян был избрана третьим заместителем спикера парламента Швеции.
Помимо шведского, она говорит на армянском и арабском языках. До марта 2008 года она была известна как Изабель Решдуни.